# 同朋社
もしかして
- 同朋舎

ではありませんか？